# Marathon Boston 2019
Marathon Boston 2019 là giải chạy Marathon Boston thứ 123 của Hiệp hội thể thao Boston. Nó diễn ra vào thứ Hai, ngày 15 tháng 4 năm 2019 (Ngày yêu nước tại Massachusetts). Lawrence Cherono giành giải nhất nam với thời gian chạy 2:07:57 và Worknesh Degefa giành giải nhất nữ với thời gian chạy 2:23.31. Daniel Romanchuk giành giải nhất xe lăn nam với thời gian 1:21:36, và Manuela Schär giành giải nhất xe lăn nữ với thời gian 1:34:19.

## Đường chạy

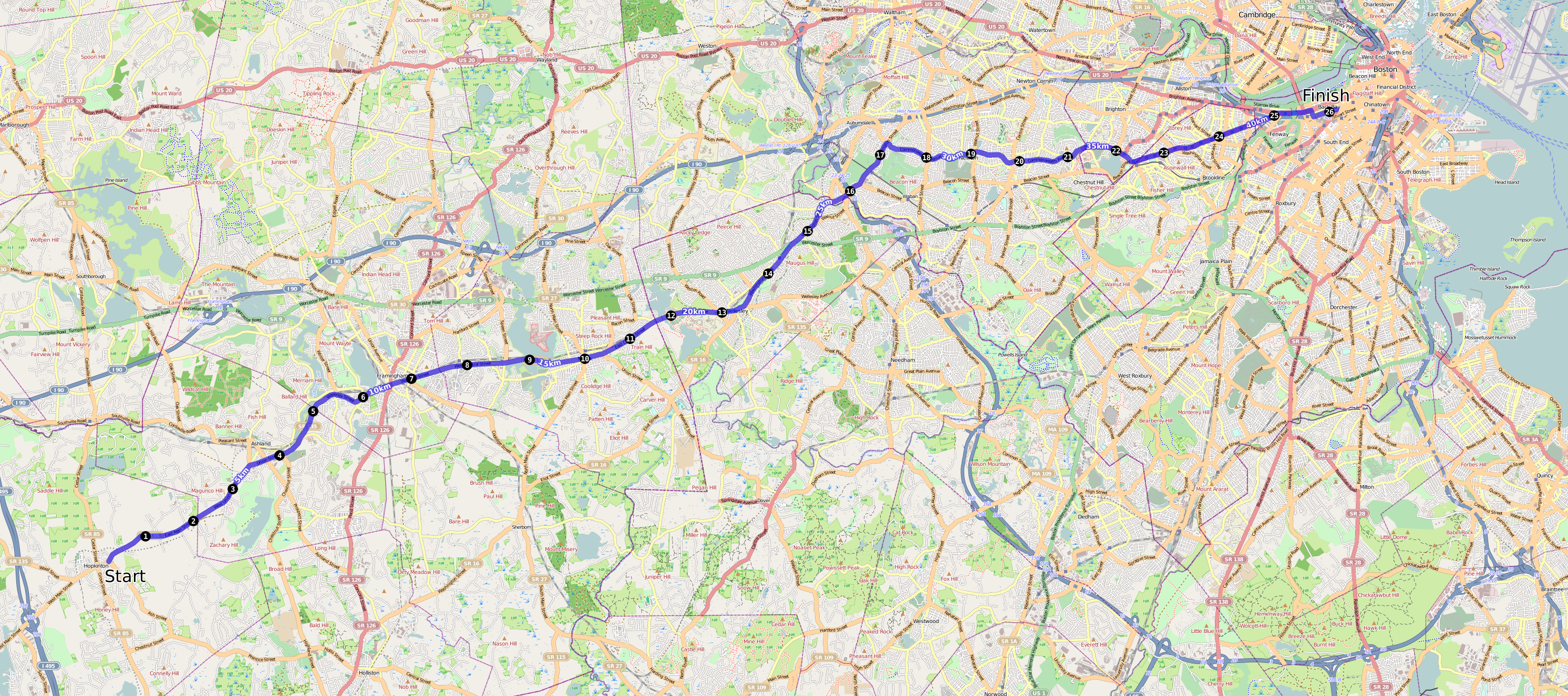
Bản đồ đường chạy, Hopkinton (bên trái) đến Boston

Sự kiện này chạy dọc theo quá trình uốn lượn cùng Marathon đã theo đuổi trong nhiều thập kỷ ‍—‌ 26 dặm 385 bãi (42,195 km) đường giao thông và đường phố thành phố, bắt đầu từ năm Hopkinton và đi qua sáu thành phố và thị trấn ở Massachusetts, đến vạch đích bên cạnh Thư viện công cộng Boston, trên Boylston Street ở Boston Copley Square. Có mưa vào đầu ngày, vào lúc các cuộc đua bắt đầu, nhiệt độ ở hơn 50 độ F với những cơn gió mạnh.

## Kết quả

### Chạy
Kết quả được báo cáo bởi Boston Globe, and the BAA.
| Địa điểm | Vận động viên    | Quốc tịch | Thời gian |
| -------- | ---------------- | --------- | --------- |
| 1        | Lawrence Cherono | Kenya     | 2:07:57   |
| 2        | Lelisa Desisa    | Ethiopia  | 2:07:59   |
| 3        | Kenneth Kipkemoi | Kenya     | 2:08:07   |
| thứ 4    | Felix Kandie     | Kenya     | 2:08:54   |
| thứ 5    | Geoffrey Kirui   | Kenya     | 2:08:55   |
| thứ 6    | Philemon Rono    | Kenya     | 2:08:57   |
| thứ 7    | Scott Fauble     | Hoa Kỳ    | 2:09:09   |
| thứ 8    | Jared Ward       | Hoa Kỳ    | 2:09:25   |
| thứ 9    | Festus Talam     | Kenya     | 2:09:25   |
| thứ 10   | Benson Kipruto   | Kenya     | 2:09:53   |

| Địa điểm | Vận động viên     | Quốc tịch | Thời gian |
| -------- | ----------------- | --------- | --------- |
| 1        | Worknesh Degefa   | Ethiopia  | 2:23.31   |
| 2        | Edna Kiplagat     | Kenya     | 2:24:13   |
| 3        | Jordan Hasay      | Hoa Kỳ    | 2:25:20   |
| thứ 4    | Meskerem Assefa   | Ethiopia  | 2:25:40   |
| thứ 5    | Desiree Linden    | Hoa Kỳ    | 2:27:00   |
| thứ 6    | Caroline Rotich   | Kenya     | 2:28:27   |
| thứ 7    | Mary Ngugi        | Kenya     | 2:28:33   |
| thứ 8    | Biruktayit Eshetu | Ethiopia  | 2:29:10   |
| thứ 9    | Lindsay Flanagan  | Hoa Kỳ    | 2:30:07   |
| thứ 10   | Betsy Saina       | Kenya     | 2:30:32   |

### Xe lăn

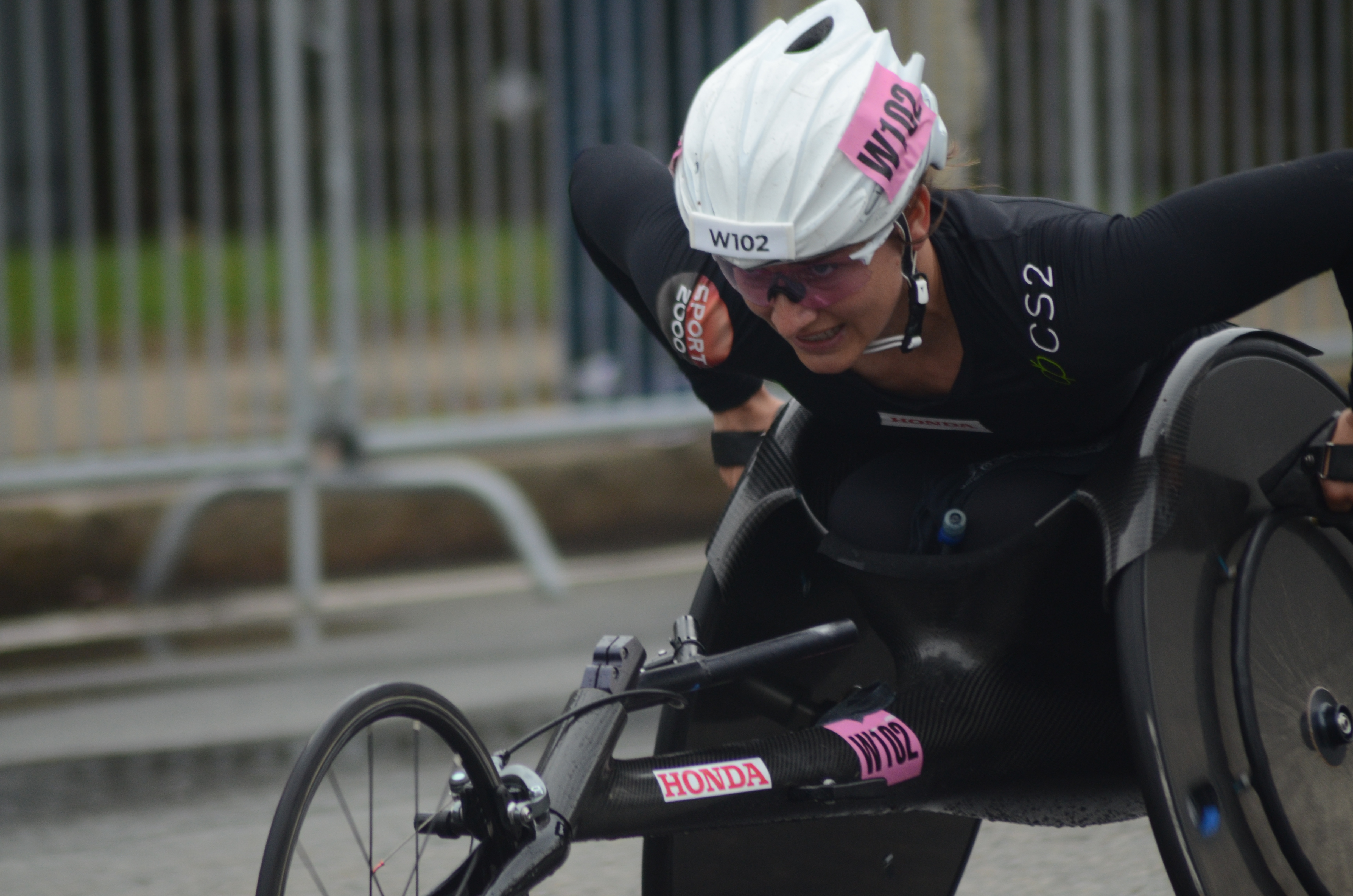
Manuela Schär

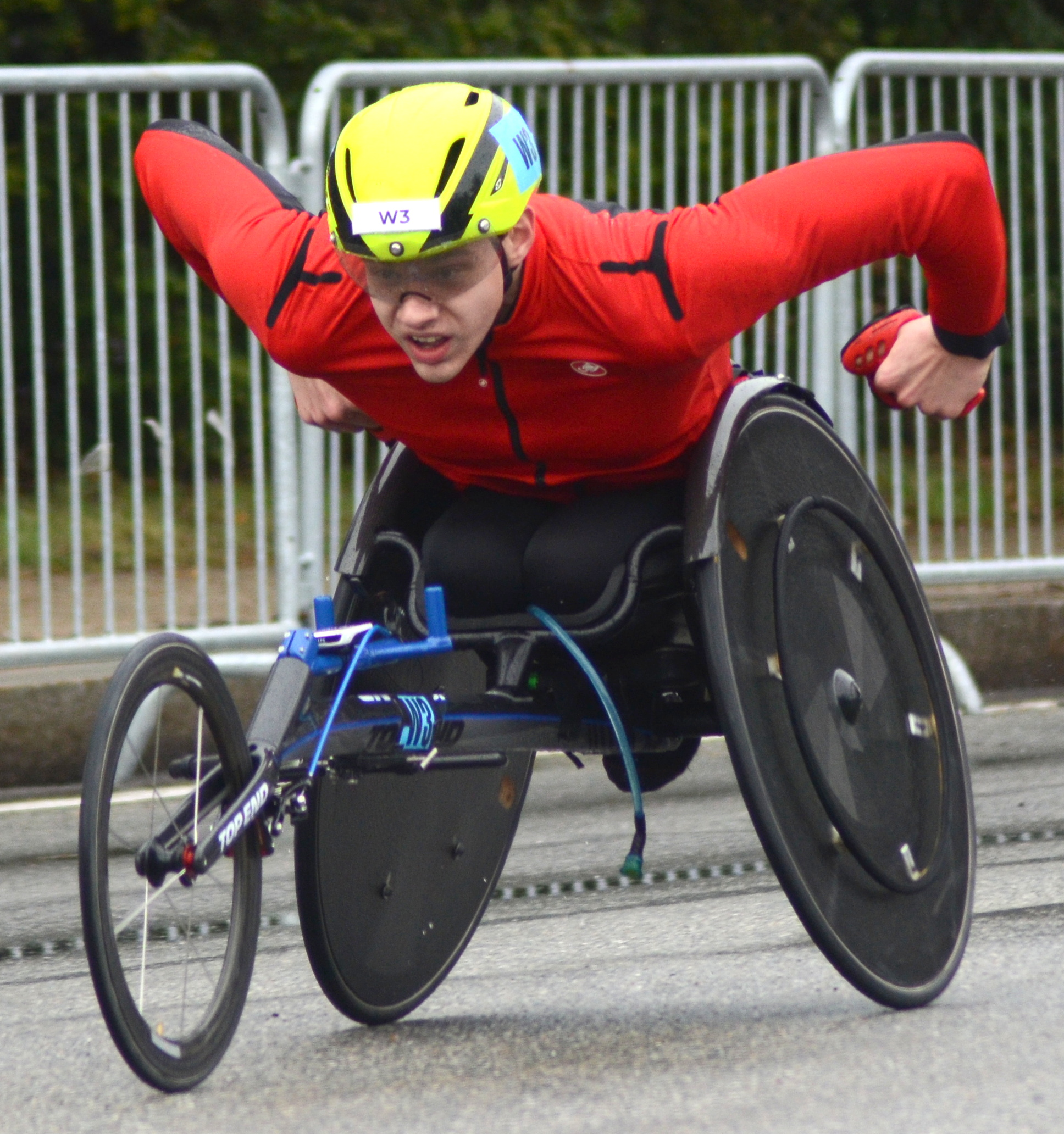
Daniel Romanchuk

| Địa điểm | Vận động viên    | Quốc tịch | Thời gian |
| -------- | ---------------- | --------- | --------- |
| 1        | Daniel Romanchuk | Hoa Kỳ    | 1:21:36   |
| 2        | Masazumi Soejima | Nhật Bản  | 1:24:30   |
| 3        | Marcel Hug       | Thụy Sĩ   | 1:24:42   |

| Địa điểm | Vận động viên      | Quốc tịch | Thời gian |
| -------- | ------------------ | --------- | --------- |
| 1        | Manuela Schär      | Thụy Sĩ   | 1:34:19   |
| 2        | Tatyana McFadden   | Hoa Kỳ    | 1:41:35   |
| 3        | Madison de Rozario | Úc        | 1:41:36   |